# Telia Company
Telia Company AB (tidligere TeliaSonera AB) er et svensk-finsk teleselskab, som udbyder telekommunikation inden for mobiltelefoni, fastnettelefoni, internet, bredbånd og tv. Virksomheden har hovedsæde i Stockholm og i alt 31.549 ansatte i Sverige, Europa og Asien per 1. april 2009. Administrerende direktør er Johan Dennelind. TeliaSonera konkurrerer indenfor både fastnet- og mobiltelefoni på de nordiske markeder, først og fremmest mod hovedudfordrerne Tele2, Telenor (og i Danmark TDC). Efter sammenlægningen med finske Sonera 1.januar 2003 er virksomheden noteret på Stockholms Børs og børsen i Helsingfors. Den svenske og den finske stat ejer tilsammen 51 % af aktierne. Andre store ejere er Swedbank og Fjerde AP-fonden.
De selskaber TeliaSonera forvalter i Sverige er Telia, mobilselskabet Halebop og internetselskabet Skanova, mens hovedmærket er Sonera i Finland. Ellers har selskabet hel- eller delejede mobiltelefoniselskaber i Norge, Danmark, Estland, Letland, Litauen, Polen, Rusland, Aserbajdsjan, Georgien, Usbekistan, Tadsjikistan, Nepal, Cambodja, Afghanistan, Tyrkiet og Spanien. TeliaSonera og dets datterselskaber har i alt 33,9 millioner mobilkunder, 6,3 millioner fastnettelefonikunder, 2,6 millioner bredbåndskunder.
TeliaSonera har 15,9 millioner mobilkunder i Europa, 16,5 millioner i Kaukasus og Centralasien, og 1,9 millioner mobilkunder i Asien. Endvidere har TeliaSonera store minoritetsbesiddelser i selskaber med 43,6 millioner mobilkunder i Rusland og 36,3 millioner i Tyrkiet, videre indirekte minoritetsbesiddelser i selskaber med 10,9 millioner mobilkunder i Ukraine og Hviderusland – i alt 33,9 millioner kroner i kontrollerede selskaber, og 90,8 millioner mobilkunder i ikke kontrollerede selskaber. Til sammenligning har Telenor omkring 105 millioner kunder i majoritetsejede selskaber og 61 millioner kunder i ikke kontrollerede selskaber (VimpelCom).

## Historie
I 1853 blev Kongliga Elecktriska Telegraf-Werket grundlagt, det senere svenske selskab Telia. Efter brud i forhandlingerne om sammenlægning mellem Telia og Telenor i 2000, valgte Telia at fusionere med finske Sonera. Dette blev besluttet i 2002 og formelt gennemført 1.januar 2003.
Fusionen førte til at Telia af konkurrenceårsager måtte frasælge kabel-TV-selskabet Com Hem, som var Sveriges største.
TeliaSonera har fortsat en satsning på fastnet, fiber og internet, men er klart mindre inden mobiltelefoni og TV-distribution end Telenor. De to selskaber har fulgt forskellige strategier og haft forskellig udvikling.

## Virksomheden og datterselskaber
TeliaSonera består, foruden det svenske tele-mærke Telia og finske Sonera, af følgende selskaber per 1.januar 2009:
Direkte ejet
- Cygate – selskab som tilbyder systemintegration og andre IT-tjenester i hele Norden.
- Telia, Halebop og Skanova AB i Sverige, hvor Halebop er mobilselskab i lavprissegmentet, og Skanova er infrastrukturselskabet som sælger kapacitet også til konkurrerende teleselskaber. 100 % ejet.[2] 5.334.000 mobilkunder.
- Sonera og TeleFinland – hhv. ledende teleselskab og mobilselskab i lavprissegmentet i Finland, 100 % ejet.[3] 2.676.000 mobilkunder.
- Telebutikken, NetCom, Chess og NextGenTel – hhv. telefonforhandler, mobiloperatør, lavprissegment mobilselskab og bredbåndsselskab i Norge, 100 % ejet.[4] 1.581.000 mobilkunder.
- Telia, Call me og Stofa (indtil 2010) – hhv. teleoperatør, mobiltelefoniudbyder i lavprissegmentet, og bredbåndsselskab i Danmark, 100 % ejet.[5] 1.493.000 mobilkunder.
- Yoigo – mobilselskab i lavprissegmentet i Spanien, ejet 76,6 %.[6] 970.000 mobilkunder.
- Eesti Telekom – største teleselskab i Estland med mobil-, fastnet- og tv-virksomhed under mærkerne «EMT», «Diil» og «Elion».

20 januar 2016 AS Eesti Telekom ændret dit navn til Telia Eesti AS med mærker Telia og Diil.
 778.000 mobilkunder.
- LMT, Okarte, Amigo og Lattelecom – hhv. tre mobilselskaber (60,3 % ejet) og et fastnet bredbåndsselskab (49 % ejet) i Letland.[8] 1.056.000 mobilkunder.
- Omnitel, Ezys og TEO – hhv. markedsledende mobiloperatør, mobilselskab i lavprissegmentet, og fastnet bredbåndsvirksomhed gennem TEO (tidligere Lietuvos Telekomas) i Litauen, 100 % ejet, mens TEO er 60 % ejet.[9] 2 012 000 mobilkunder.
- MegaFon – tredje største mobilselskab i Rusland, ejet 43,8 %, i partnerskab med bl.a Alfagruppen, 43.558.000 mobilkunder

Gennem Fintur Holdings B.V.
- K’Cell – mobiloperatør i Kasakhstan, 51,0 % ejet, 7.083.000 mobilkunder.
- Azercell – mobiloperatør i Aserbajdsjan, 51,3 ejerskab, 3.471.000 mobilkunder.
- UCell (OOO Coscom) – majoritetsejer i teleselskabet Coscom og mobiloperatøren UCell i Usbekistan, siden 2007, 74,0% ejerskab, 2.683.000 mobilkunder.
- ZAO Indigo og ZAO Somoncom – mobiloperatører i Tadsjikistan, siden 2007, hhv. 60,0 % og 59,4% ejerskab, 1.154.000 mobilkunder totalt.
- Geocell – mobiloperatør i Georgia, 100 % ejerskab, 1.582.000 mobilkunder.
- Moldcell – mobiloperatør i Moldova, 100 % ejerskab, 550.000 mobilkunder.

Gennem TeliaSonera Asia Holding B.V.
- Ncell – mobiloperatør i Nepal, 80 % ejerskab, 1.749.000 mobilkunder.
- Star-Cell – mobiloperatør i Cambodja, 100 % ejerskab, 144.000 mobilkunder.
- Roshan – den største mobiloperatør i Afghanistan, hvor TeliaSonera ejer 12,25 % af aktierne

Gennem Turkcell Holding
- Turkcell – største mobilselskab i Tyrkiet, hvor TeliaSonera har 37,3 % ejerskab gennem et 47 % ejerskab i Türkcell Holding. Har 36.300.000 mobilkunder.
- Life mobile og Best Mobile – mobilselskab og brands i hhv. Ukraine og Hviderusland, ejet af Turkcell med hhv. 55 % og 80 % af aktierne. I alt 10.700.000 kunder i Ukraine, og 200.000 i Hviderusland.
- KKTCell – mobilselskab på Nordcypern, ejet af Turkcell.

## Opkøb af Norlys i Danmark
I 2024 blev Telia Danmark og Call me opkøbt af Norlys.
Fra den 5. maj 2025 har Telia Danmark skiftet navn til Norlys.